# Élection présidentielle israélienne de 2014
L'élection présidentielle israélienne de 2014 s'est tenue le 10 juin 2014,,. Élu par les seuls députés de la Knesset, c'est-à-dire au suffrage indirect, le président de l'État d'Israël a un rôle essentiellement protocolaire mais est généralement très respecté pour ses qualités d'arbitre.
Élu en 2007, le président sortant Shimon Peres, âgé de quatre-vingt-dix ans, ne peut pas solliciter un second mandat de sept ans. Par conséquent, cette élection doit désigner son successeur. Au total, cinq candidats, dont deux femmes, se disputent la fonction.
Le 10 juin 2014, à l'issue du second tour du scrutin présidé par le président de la Knesset Yuli-Yoel Edelstein, Reuven Rivlin est élu président de l'État par 63 voix contre 53 pour Méir Chétrit. Son septennat commence le 24 juillet 2014, au terme de celui de Peres.

## Contexte

### Succession de Shimon Peres
En 2000, une modification législative a réformé la durée du mandat du président de l'État d'Israël : celui-ci, auparavant élu pour un mandat de cinq ans renouvelable une ou plusieurs fois, est alors élu pour un mandat de sept ans non renouvelable. Le premier président concerné par cette réforme était Moshe Katsav, démissionnaire quelques semaines avant la fin de son mandat pour un scandale de nature sexuelle.
Âgé de 90 ans, Shimon Peres, président élu en 2007, ne peut faire acte de candidature pour un second mandat ; autrement, cela impliquerait une réforme de la loi précédemment citée. Le chef de l'État sortant, très respecté par l'opinion qui approuvait un prolongement, pour quelques années, de son mandat présidentiel, s'est dit opposé à cette idée, jugeant que cette élection devait être celle de son successeur.
Cette élection présidentielle, la seizième depuis la création de l'État d'Israël en 1948, se tient un an après les précédentes élections législatives du 22 janvier 2013 qui eurent pour issue la constitution d'un gouvernement de centre droit dirigé par le chef du Likoud Benyamin Netanyahou, allié aux centristes conduits par Yaïr Lapid et aux sionistes nationalistes dirigés par Naftali Bennett, tous deux membres du gouvernement.

### Avenir de la fonction présidentielle
À cause des rapports tendus qi'il entretenait avec le président sortant Shimon Peres et parce qu'il avait des réticences à soutenir Reuven Rivlin, le Premier ministre Benyamin Netanyahou aurait sérieusement envisagé de proposer la suppression de la fonction présidentielle ou sinon de reporter la date de cette élection, suscitant les réactions mitigées et sévères de plusieurs députés (y compris membres du Likoud), du président sortant lui-même qui dit craindre « une tentative pour établir une dictature », et par une grande partie de la presse israélienne qui ne manque pas de critiquer cette proposition,.
Sous la pression, Netanyahou finira par abandonner ce projet, allant jusqu'à démentir avoir proposé la suppression de la fonction présidentielle ou l'évolution du régime parlementaire vers un régime présidentiel.

## Mode de scrutin
Le président de l'État d'Israël est élu via une forme modifiée du scrutin uninominal majoritaire à deux tours par les 120 membres de la Knesset pour un mandat de sept ans non renouvelable. Pour se présenter, les candidats doivent recueillir le soutien d'au moins dix députés, qui ne peuvent soutenir qu'un seul candidat à la fois. 
Est élu le candidat qui reçoit les votes de la majorité absolue des membres de la Knesset. À défaut, un nouveau tour de scrutin est organisé dans les mêmes conditions. Si toujours aucun candidat ne l'emporte, le candidat ayant recueilli le moins de suffrages est éliminé à chaque tour suivant, si besoin jusqu'à ce qu'il ne reste plus que deux candidats.

## Candidats
Les candidats doivent détenir la nationalité israélienne, résider sur le territoire israélien, se déclarer juif, jouir de l'ensemble de ses droits civiques et ne pas avoir fait l'objet d'une condamnation religieuse.

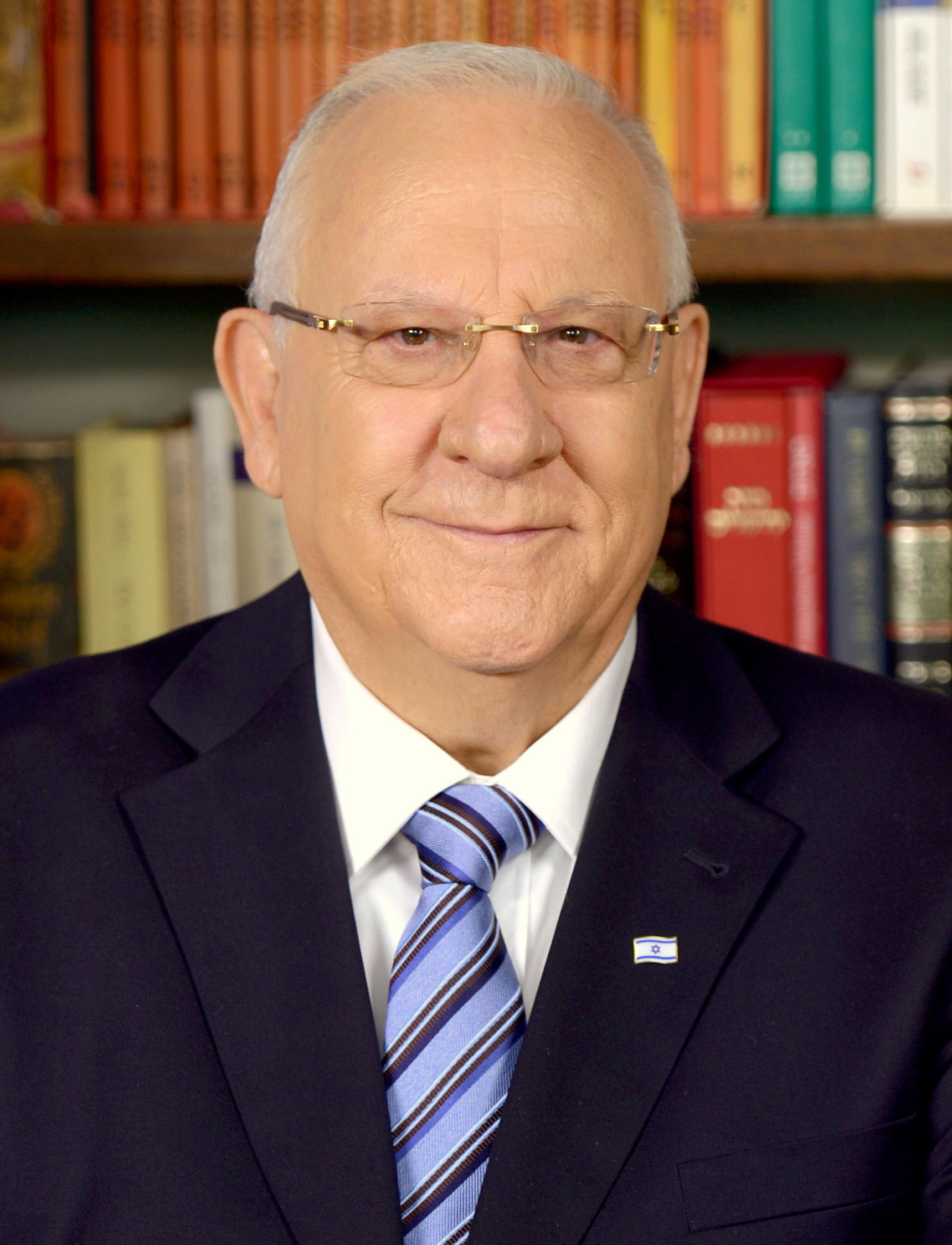
Reuven Rivlin (Likoud)
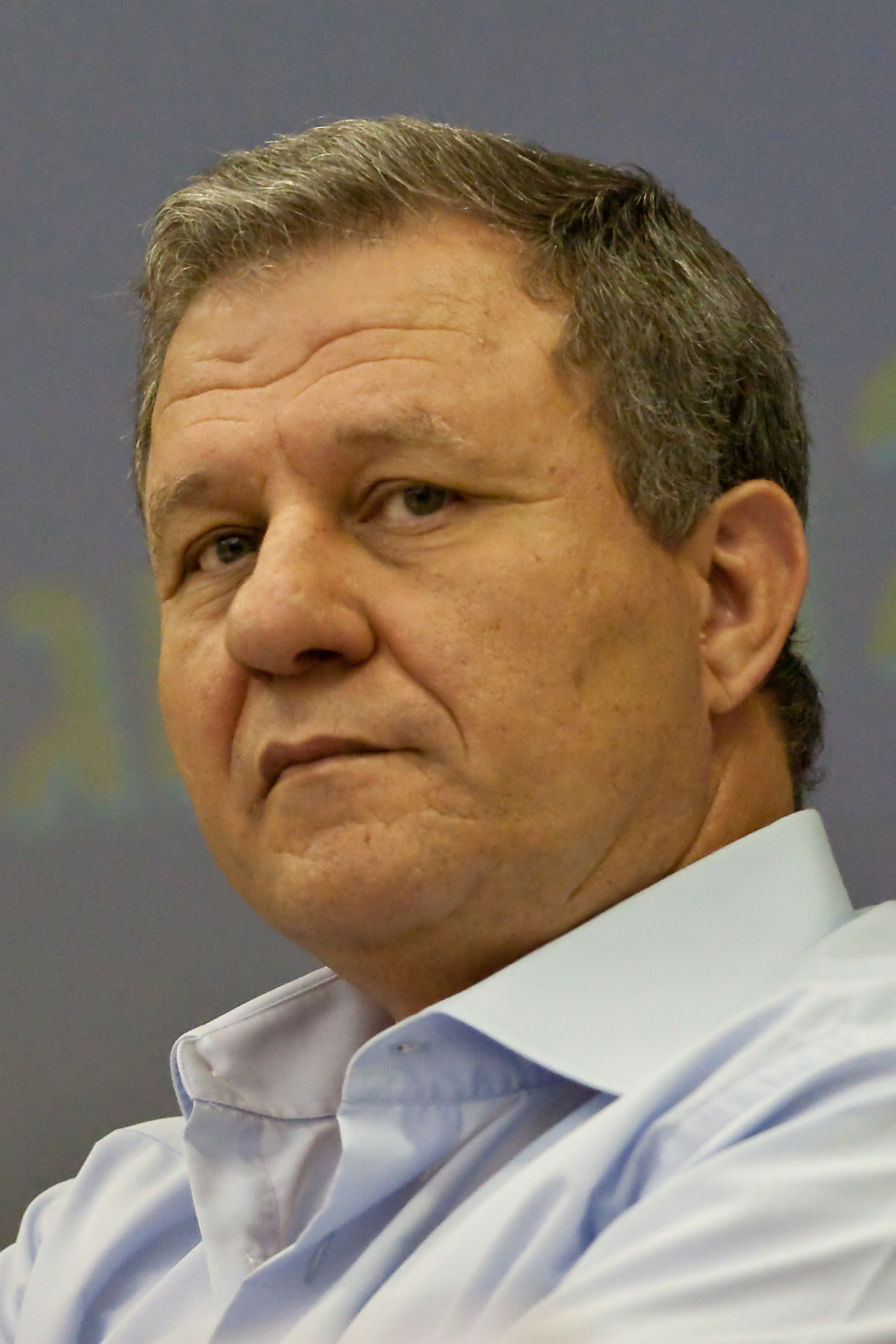
Méir Chétrit (Hatnuah)
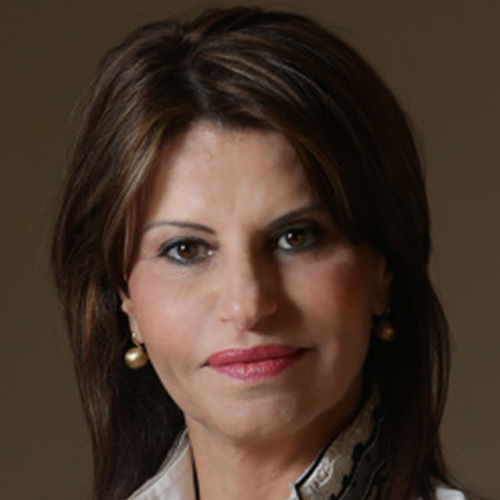
Dalia Itzik (Kadima)
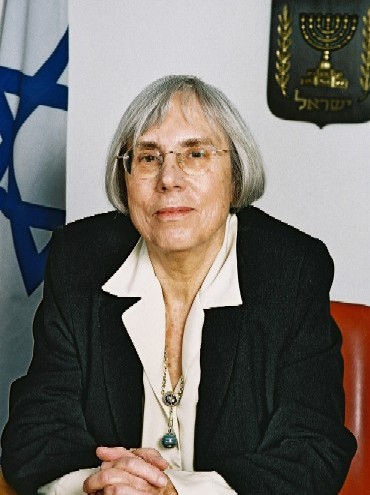
Dalia Dorner (Indépendante)
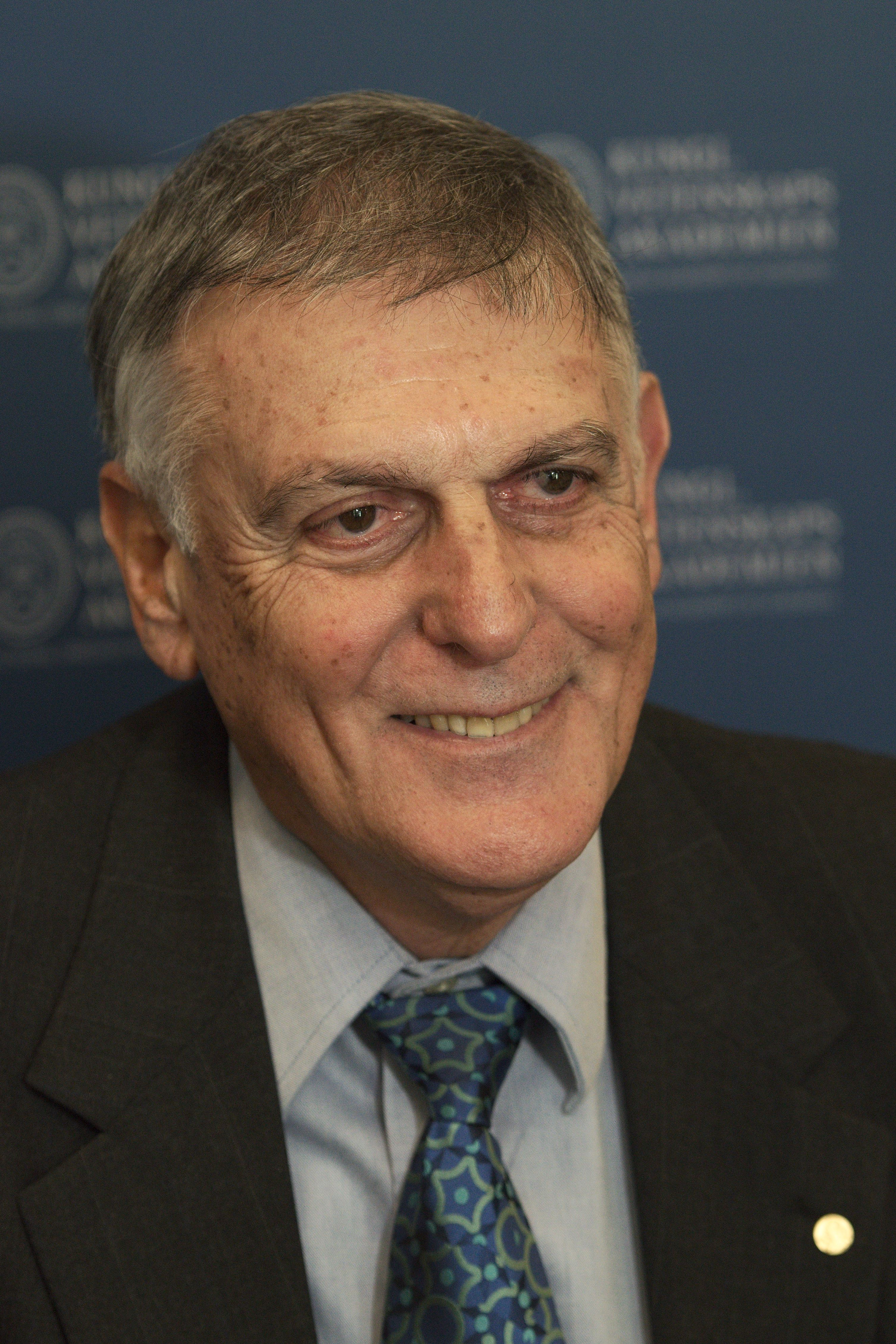
Dan Shechtman (Indépendant)

Au total, pas moins de cinq candidats se disputent la succession de Shimon Peres. C'est le nombre de candidats le plus élevé pour une élection présidentielle depuis le scrutin de 1952, au cours duquel étaient opposés quatre candidats.

### Candidatures et campagne
Plusieurs personnalités politiques ou issues de la société civile ont fait connaître leur intérêt pour la fonction présidentielle. C'est la première fois que la magistrature suprême suscite autant d'intérêt. 
Nombreux sont les candidats pressentis mais rapidement écartés, comme le ministre Silvan Shalom ; membre du Likoud et proche de Natayanhou, il est cependant mis à l'écart par celui-ci à cause d'une affaire judiciaire à caractère sexuel l'impliquant et doit alors mettre un terme à ses ambitions présidentielles. Pour le Parti travailliste, la candidature de Binyamin Ben-Eliezer, pressenti comme favori, est d'abord évoquée avant d'être abandonnée puisque l'ex-ministre de la Défense se trouvait soupçonné, entre autres, de faits de prévarication et de corruption.
Concernant le Likoud, Benyamin Netanyahou, qui ne voulait pas soutenir la candidature de Reuven Rivlin, avec lequel il entretient des rapports notoirement tendus, avait envisagé de proposer celle du prix Nobel Elie Wiesel. Celui-ci ayant refusé cette offre, qui lui a déjà été faite dans le passé, le chef du gouvernement devait se résoudre à soutenir publiquement Reuven Rivlin, investi candidat par son parti. Ce dernier avait déjà été candidat lors de la précédente élection présidentielle, mais il avait échoué face à Shimon Peres.
Ancien ministre au sein de nombreux gouvernements, Méir Chétrit, membre du parti Hatnuah, s'est déclaré candidat le 24 février 2014, se présentant comme un candidat « capable de rassembler tout le monde ». En outre, l'ancienne présidente de la Knesset, la centriste Dalia Itzik, se déclare également candidate à la succession de Peres, soutenue par son mouvement auquel elle appartient, Kadima.
Deux candidats indépendants de tout parti politique se sont déclarés : l'ancienne juge à la Cour suprême Dalia Dorner, qui assume vouloir être la « première présidente d'Israël » et veut promouvoir les droits de l'homme, et le scientifique Dan Shechtman, prix Nobel de chimie.

## Résultats
|                          | Reuven Rivlin            | Likoud                   | 44      | 37,61   | 63      | 54,31   |  |  |
|                          | Méir Chétrit             | Hatnuah                  | 31      | 26,50   | 53      | 45,69   |  |  |
|                          | Dalia Itzik              | Kadima                   | 28      | 23,93   |         |         |  |  |
|                          | Dalia Dorner             | Indépendante             | 13      | 11,11   |         |         |  |  |
|                          | Dan Shechtman            | Indépendant              | 1       | 0,85    |         |         |  |  |
|                          |                          |                          |         |         |         |         |  |  |
| Majorité requise         | Majorité requise         | Majorité requise         | 61 voix | 61 voix | 61 voix | 61 voix |  |  |
|                          |                          |                          |         |         |         |         |  |  |
| Suffrages exprimés       | Suffrages exprimés       | Suffrages exprimés       | 117     | 98,32   | 116     | 97,48   |  |  |
| Votes blancs et nuls     | Votes blancs et nuls     | Votes blancs et nuls     | 2       | 1,68    | 3       | 2,52    |  |  |
| Total                    | Total                    | Total                    | 119     | 100     | 119     | 100     |  |  |
| Abstention               | Abstention               | Abstention               | 1       | 0,83    | 1       | 0,83    |  |  |
| Inscrits / Participation | Inscrits / Participation | Inscrits / Participation | 120     | 99,17   | 120     | 99,17   |  |  |

### Analyse
Au premier tour, deux candidats arrivent en tête : Reuven Rivlin, officiellement soutenu par le Premier ministre, et Méir Chétrit, recueillent respectivement 44 voix (37,6 % des suffrages exprimés) et 31 voix (26,5 % des suffrages exprimés). Ils devancent les trois autres candidats dont la centriste Dalia Itzik qui, avec 28 voix, ne parvient pas à devancer Chétrit. Dalia Dorner, qui n'était soutenue par aucune formation, recueille un résultat honorable avec 13 voix, devançant le scientifique Dan Shechtman qui subit un camouflet personnel puisque sa candidature ne recueille qu'une seule voix, malgré le fait qu'une large partie de l'opinion semblait l'approuver d'après les sondages.
Distancés à l'issue du premier tour, Itzik, Dorner et Schetman se retirent. Itzik se prononce en faveur de l'élection de Méir Chétrit. C'est la seule candidate appelant ses électeurs à faire ce choix, les autres laissant les députés décider librement. La majorité numérique de la Knesset semblant être favorable à Rivlin, celui-ci est le favori du second tour.
Comme prévu, le candidat du Likoud est élu président de l'État par 63 voix contre 53 pour Chétrit,,. Les deux hommes n'étant séparés que de dix voix, il s'agit du scrutin présidentiel le plus serré depuis celui de 2000.

### Conséquences
Bien qu'il soutenait la candidature de Reuven Rivlin, son élection est perçue comme une défaite pour Netayahou, qui ne souhaitait pas l'élection de l'ex-président de la Knesset, leurs relations compliquées étant notoirement connues. Bien que les deux hommes soient résolument opposés à la reconnaissance d'un État palestinien, le président élu se revendiquant même partisan du « Grand Israël », la presse israélienne souligne la « perte d'influence » du Premier ministre sur ses troupes, qui ne voulaient pas d'un autre candidat ni d'un report de cette élection.
Le 24 juillet 2014, âgé de soixante-quatorze ans, Reuven Rivlin prête serment comme dixième président de l'État d'Israël devant les membres de la Knesset, au côté de son prédécesseur Shimon Peres, présent à la cérémonie d'investiture. Une cérémonie qui se tient dans un contexte géopolitique particulièrement tendu, en pleine opération « Bordure protectrice ».